# 日本の長時間特別番組一覧
日本の長時間特別番組一覧（にほんのちょうじかんとくべつばんぐみいちらん）は、主に日本のテレビ、ラジオ局が企画、実施している（過去に実施されたものも含む）、放送時間が12時間以上の特別番組（超長時間番組）について列記したものである。
マラソンにちなみ、テレビの場合は「テレソン」（英語：Telethon）、ラジオの場合は「ラジソン」（英語：radiothon）と称される。
あらかじめ企画制作されたものだけをここでは挙げる。大きな事件・災害などで予定外に放送され、結果的に長時間になった報道特別番組はここでは取り扱わない。

## 概要・歴史
世界的観点においては、1966年にアメリカ合衆国で延べ20時間以上にわたってテレビ放送された『レイバー・デイ・テレソン』が長時間特別番組の起源として挙げられる。同国の祝日である労働者の日に、筋ジストロフィー患者救済に賛同する歌手、俳優、タレントらが、ボランティア（＝報酬なし）で出演するチャリティーコンサート番組であり、同年以降毎年開催・放送されている。長年コメディアンのジェリー・ルイスが司会を務めた。
日本においては、1975年3月21日から3月22日にかけて近畿放送（現・京都放送、KBS京都）で放送された延べ25時間のテレビチャリティーキャンペーン番組『宮城まり子のチャリティーテレソン』が始まりとされる。身体障碍者のリハビリテーションセンターを京都府に建設することを主にした、身障者の社会参加を目的に放送された。この番組は1975年度日本民間放送連盟賞「放送活動部門・テレビ放送活動の部」の入選を受賞した。
『宮城まり子のチャリティーテレソン』の成功を目にしたキョードー東京社長・内野二朗は、「音楽の力を社会と結び付けたい」と、企画をニッポン放送に持ち込み、1975年のクリスマスに、視覚障碍者の社会参加・福祉充実化を目的としたキャンペーン番組『ラジオ・チャリティー・ミュージックソン』を初放送した。
上述の近畿放送は、1976年には開局25周年イベントとして、交通事故遺児救済のラジソン『かたつむり大作戦』を放送（のちに1983年からテレビ・ラジオ同時放送となり、KBSの全社規模のキャンペーンとなった）。同年にはテレビ神奈川が身体障碍者に車いすを寄贈することを目的とした「花子の車椅子募金」への浄財を募る『ダークの25時間テレソン～生きる～』を放送した。
1978年、日本テレビは開局25周年記念番組として、前述の『レイバー・デイ・テレソン』を翻案した『24時間テレビ 「愛は地球を救う」』を初放送。初めての全国規模で展開するチャリティーテレソンとなった。
フジテレビは1987年に、開局30周年特別番組とフジサンケイグループの大規模イベント「コミュニケーションカーニバル 夢工場'87」の開催記念と『24時間テレビ 「愛は地球を救う」』（日本テレビ）のパロディ及びアンチテーゼを根幹としたチャリティーの目的を持たない24時間特番『FNSスーパースペシャル一億人のテレビ夢列島』を放送。その後タイトルの変遷はあるものの、『FNSの日』、『FNS27時間テレビ』として、毎年夏季（基本的には7月中旬か下旬。2003年のみ6月、2013年のみ8月、2017年・2018年は9月、2019年のみ11月）に開催されている。
これ以後、在京キー各局が長時間テレソンの開催を行うようになった。特に1999年の大みそかから2000年の元日にかけて（年越し）は、各局が「ミレニアム」を記念したテレソンをこぞって開催した。

## 一覧
チャリティーに関係する番組は括弧内の放送年の前に◇、年をまたいでの放送となったものは※をつけてある。

### 現在も放送中

#### テレビ

##### 日本テレビ系
- 24時間テレビ 「愛は地球を救う」（◇1978年 - ）
- カラダWEEK（2015年 - 、1日数時間×数日間）
- Good For the Planet（2021年 - 、1日数時間×数日間）

##### TBS系
- 地球を笑顔にするWEEK（2020年 - 、1日数時間×数日間）

##### フジテレビ系
- FNS27時間テレビ（1987年 - ）※2020年 - 2022年、2025年は放送中止。

##### その他のテレビ
- 水と緑の物語（◇九州朝日放送 1997年 - ）
- 年越し映画マラソン（BSプレミアム、2012年 - ）
- 芸能界麻雀最強位決定戦 THEわれめDEポン 24時間頂上決戦生スペシャル（フジテレビONE、2013年 - ）

#### ラジオ
- ラジオ・チャリティー・ミュージックソン（◇ニッポン放送など、NRN系AMラジオ局11局、1975年 - ）
- 今日は一日○○三昧（NHK-FM、2006年 - ）※不定期、一部の回を除く
- KEIYOGINKO GRAND COUNTDOWN REAL（BAYFM、2017年 - ）※12月最終週

### 過去に実施されたもの

#### テレビ

##### NHK
- 阪神・淡路大震災10周年「いのちを守るためにキャンペーン」（2005年1月16日 - 17日）
- NHK地球エコ「SAVE THE FUTURE」（2007年 - 2010年）
- 明日へ〜支えあおう〜 東日本大震災から半年（2011年9月10日 - 11日）
- 特別編成「東日本大震災から1年」（2012年3月10日 - 11日）
- 君の声が聴きたい（2022年5月6日 - 7日、1日数時間×数日間）

##### 日本テレビ系
- 2年越し!超超興奮!仰天"生"テレビ!!（※1994年 - 1995年）
- 笑ってはいけないシリーズ（2003年 - 2020年）※2006年以降は大晦日年越しスペシャルとして放送。
- 大笑点（2006年 - 2008年）
- 26時間ちょっとテレビ（※2007年 - 2008年）
- 日テレ系ecoウィーク（2008年 - 2012年）
- 7daysチャレンジTV（2013年 - 2014年）
- 7daysTV（2015年 - 2017年）
- ゴールデンまなびウィーク（2018年 - 2020年）

##### テレビ朝日系
- わが家の友だち10チャンネル（1977年4月1日、「テレビ朝日」改名記念）
- オリンパソン'80（1980年）
- カリブソン'87（1987年）
- 27時間チャレンジテレビ（1996年 - 1997年）
  - 熱血27時間 炎のチャレンジ宣言（1996年）
  - 熱血チャレンジ宣言'97（1997年）
- 24時間地球大騒ぎ!!カウントダウン2000〜あなたは歴史を目撃する（※1999年 - 2000年）
- 50時間テレビ（2009年、テレビ朝日開局50周年にちなみ、1日5時間×10夜連続で特番を編成）
  - 55時間テレビ（2013年、同じく開局55周年にちなみ、1日5時間×11夜連続で特番を編成）
- 3.11報道特別番組（2012年3月11日、東日本大震災から1年に関連、9:30 - 23:30の枠で計6番組を放送[4]）
- テレ朝1日丸ごと夏祭りデー（2014年8月10日、イベント連動、6:00 - 23:49の枠で10番組以上を放送)

##### TBS系
- 21世紀プロジェクト特別番組（1992年 - 1995年、1998年 - 2001年）
  - 元旦まで感動生放送!史上最大39時間テレビ「ずっとあなたに見てほしい 年末年始は眠らない」（※1992年 - 1993年）
  - 関口宏の報道30時間テレビ（1993年、1994年、1995年）
  - テレビのちから（※1998年 - 1999年）
  - 超える!テレビ（※1999年 - 2000年）
  - SAMBA・TV（※2000年 - 2001年）
- ファイトTV24・やればできるさ!（2001年6月30日 - 7月1日）
- 年またぎスポーツ祭り（※2012年 - 2014年）

##### テレビ東京系
- テレビ東京誕生記念特別番組 わたしの東京、世界の東京 18時間ワイド（1981年10月1日、「テレビ東京」改名記念）
- 世界テレビフェア（1984年）
- 12時間超ワイドテレビ（1987年 - 1989年）

##### フジテレビ系
- 欽ちゃんのドーンと24時間（1977年4月8日 - 9日）※萩本欽一が出演、『FNS27時間テレビ』の前身ともいえる番組。
- THE 地球CONCERT LIVE AID（◇1985年7月12日 - 13日）[5][6]
- ワールドカウントダウンスーパースペシャル24時間まるごとライブLOVE LOVE2000〜世界中の子供たちに僕らが愛でできること（◇※1999年 - 2000年）

##### その他のテレビ
- 宮城まり子のチャリティーテレソン（◇KBS京都、1975年・1981年）
- ダークダックスの25時間テレソン〜生きる〜花子の車イス募金（◇TVKテレビ、1976年6月4日 - 5日）
- MAGMA30（関西テレビ、1989年）
- アスメディア88祭り（関西テレビ、1993年）
- 24時間テレビ 「エロは地球を救う」（◇CS・パラダイステレビ→スカパー!オンデマンド、2003年 - 2015年）
- HTB開局40周年記念「〜ありがとう40年〜全部たしたら10時間!ユメミル広場に大集合!!」（北海道テレビ、2008年8月29日 - 30日）
- 女の子だらけの27時間テレビ（エンタ!371、2008年9月27日 - 28日）
- 上田ちゃんネル 24時間くらいTV!!（テレ朝チャンネル、2008年11月29日 - 30日、2010年4月17日 - 18日）
- ゲームセンターCX 24時間生放送スペシャル（フジテレビNEXT【前半】・フジテレビTWO【後半】、2009年8月29日 - 30日）
- WOWOW大開局祭（WOWOW、2011年10月1日 - 2日）
- BSスカパー!開局記念 34時間元気TV〜スカパー!の楽しさを、もっとみんなに。〜（2011年10月1日 - 2日）
- TOKYO IDOL FESTIVAL（フジテレビNEXT、2012年 - 2013年)
- tvk開局40周年記念 40時間特別番組「あすの地球と子どもたち〜PRAY FOR HAPPINESS」（tvk、2012年9月8日 - 9日）
- 映画『薔薇色のブー子』公開記念特番 指原24時間テレビ ブー子は地球を救う（テレ朝チャンネル、2014年5月29日 - 5月30日）

#### ラジオ
- 糸居五郎・50時間マラソンジョッキー（ニッポン放送、1971年1月17日-19日）
- マラソンワイド100時間（ニッポン放送、1971年10月29日8:30 - 11月2日12:00）
- 沖縄日本復帰・新生沖縄県誕生記念特別番組 超ワイド740「世替わりの島」（琉球放送ラジオ（現：RBCiラジオ）、1972年5月14日22:00 - 5月15日24:00）[7]
- 2525ナマナマ大放送(CBCラジオ 1975年12月14日)[8][9]
- 人間バンザイ ふれあいの1日(MBSラジオ、1976年9月1日12:00 - 9月2日12:00)[10][8]
- ヒゲ武・くり万60時間マラソンDJ（ニッポン放送、1977年5月9日-11日）
- 新しい出会い 1180kHzこんにちわ(MBSラジオ、1977年5月15日5:00 - 24:00)[10]
- チャリティ・ラジソン(熊本放送、1978年4月1日6:00 - 23:00)[11]
- ラジオ大阪開局20周年記念特別番組 はたちのふれあい〜ラジオってなに?〜(1978年7月1日9:00 - 7月2日9:00)[12][13]
- チャリティーキャンペーン25時間ラジソン(南日本放送、1978年10月10日)[14]
- スーパーバラエティ これがラジオだ!(NHKラジオ第1、1978年11月23日5:00 - 24:00)[15]
- ラジオ・スペシャル'79(文化放送、1979年3月31日)[16]
- マトモジンVSインベーダー(ニッポン放送、1979年7月14日)[17][18]
- BKふれあいのラジオデー（NHK大阪放送局、1979年9月15日、6:40 - 22:00）
- ラジオで語ろう東北を!（NHK仙台放送局、1979年12月22日、6:40 - 21:00）
- ラジオ・アズNo.1(CBCラジオ、1980年12月13日 - 12月14日)[9]
- ありがとうラジオとともに30年(MBSラジオ、1981年8月31日12:00 - 1981年9月1日18:00)[19][20]
- ラジソン いきいきラジオ30時間大行進(信越放送、1981年11月7日9:30 - 1981年11月8日16:00)[21]
- ラジオは今働き盛り(TBSラジオ、1981年12月25日12:00 - 1981年12月26日18:00)[22]
- KNB開局30周年記念特別番組 ビッグ30 ふれあいラジオ大放送 〜ラジオはくらしの友達だ〜（北日本放送、1982年8月14日12:00 - 8月15日18:00）[23]
- ふれあい30年(西日本放送ラジオ、1983年7月30日12:00 - 1983年7月31日18:00)[24][25]
- いつもあなたと こどもたちは今(新潟放送、1983年8月6日12:00 - 1983年8月7日18:00)[26]
- スーパーワイド15時間（エフエム愛知、1984年12月24日）
- これがラジオだABC!(朝日放送、1985年3月1日6:00 - 3月2日17:00)[27]
- ラジオ日本50周年ラジソン（NHKワールド・ラジオ日本、1985年6月1日）
- 毎日放送開局記念スペシャル ラジオはコミュニケーション「KANSAI 24時今日…明日」（MBSラジオ、1987年8月31日 - 9月1日）[20]
- いまからわくわく夢未来(ラジオ関西、1988年7月31日5:30 - 22:00)[28]
- 1107MBCラジオDAY もぎたてラジオまるかじり(南日本放送、1989年11月7日7:00 - 24:00)[29]
- 毎日放送開局40周年記念特別番組（MBSラジオ、1990年9月1日-5日）
- 日高晤郎芸能生活30周年記念・32時間生放送「めぐり逢い・春夏秋冬」（STVラジオ《当時は札幌テレビ放送が運営》、1991年5月3日9:00 - 1991年5月4日17:00）[30]
- WE LOVE HOKKAIDO(HBCラジオ、1991年11月22日8:00 - 24日0:00)[31]
- TBSラジオ開局40周年記念 24時間スペシャル「メリークリスマスラジオ」（TBSラジオ《当時は東京放送が運営》、1991年12月24日18:00 - 25日17:45）[32]
- みんなで守ろう地球の未来（NHKワールド・ラジオ日本、1992年6月6日）
- STVラジオ開局30周年記念特別番組 30年 今 ありがとう（STVラジオ、1992年）
- 赤坂泰彦の東京・ニューヨーク25時間スペシャル(TOKYO FM、1995年4月25日20:00 - 4月26日21:00)[33]
- TBSラジオ開局45周年記念 45時間大放送（TBSラジオ 1996年）
- STVラジオ開局35周年特別番組「ありがとう35年!ザッツエンターテインメント 〜これがラジオだ!〜」（35時間生放送、STVラジオ 1997年12月）[34]
- のしろや秀樹・52時間30分生ライ麦畑の仲間たち（ラジオカロスサッポロ 1998年3月）
- RNC開局記念45周年特別番組 45時間ぶっとおしラジオ・ありがとうからの出発（1998年11月27日-29日）
- ウイークエンドバラエティ 日高晤郎ショー2000年スペシャル・20時間生放送（※STVラジオ 1999年12月31日21:00 - 2000年1月1日17:00）[35]
- 毎日放送開局50周年記念特別番組 51時間生放送 茶屋町からの夢発信（MBSラジオ 2000年）
- HBCラジオ 24時間スペシャル（HBCラジオ、2000年・2002年）
- 24時間ラジオ「犬は地球を救う」（ラジオカロスサッポロ 2002年8月）
- 開局10周年記念「HANAKOは続くよ、どこまでも」（FM HANAKO 2003年8月）
- 西日本放送開局50周年記念・50時間ラジオ（2003年）
- 50時間ラジオマラソン(南海放送、2003年10月4日6:55 - 2003年10月6日11:10)[36]
- 理屈ぬき大躍進週間（途中ネット番組を挟んでの放送、ラジオ大阪 2004年12月）
- エフエムもえる・24時間ラジオスペシャル〜みんなが輪になって、リングプルを集め、車イスを送ろう!〜（2005年6月）
- J-WAVE YEAREND-NEWYEAR SPECIAL（J-WAVEの年末特番。過去に数回24時間放送をした）
- ほぼ24時間ラジオ（FM秋田 2005年3月）
- もっと身近に もっと世界へ NHK80（NHK、2005年の放送開始80年記念80時間特番 一部テレビでも同時放送）
- 俺たちのオールナイトニッポン40時間スペシャル（ニッポン放送 2008年2月23日-25日）
- さっぽろ村ラジオ開局5周年記念特別番組「24時間分の、ありがとう」（2008年4月5日-6日）
- 開局20周年特別番組「FM NACK5 20th.Anniversary ―SPECIAL THANKS STAR RADIO―」（NACK5 2008年10月31日-11月1日）
- 開局40周年記念番組「FM40ラジオデー」（NHK-FM 2009年2月28日-3月1日）
- さっぽろ村ラジオ開局七周年記念 「二十四時間ラジオ けっぱれ!」（2010年5月1日-2日）
- デジタル・チャリティー・ミュージックソン（◇LFX488ほか→LFX mudigi→GyaO（BSデジタルラジオ、地上デジタルラジオ、インターネット放送） 2001年-2006年）
- 閉局記念17時間特別番組「Radio-i the Final day SAYONARA MIDRAND 〜LOVE RADIO! FOREVER MUSIC!」（RADIO-i 2010年9月30日）
- ラジオ・チャリティー・ミュージックソン スペシャル 『I'm with U キミと、24時間ラジオ』（◇ニッポン放送ほか 2011年4月9日-10日）
- IBCラジオ・チャリティ・ミュージックソンスペシャル ふるさとは負けない!（◇IBCラジオ 2011年5月28日-29日）
- TBC 32時間ラジオSmile Again（TBCラジオ 2011年7月23日-24日）
- 開局15周年記念!FMおたる24時間生ラジオ（2011年7月26日-27日）
- 2011年夏 ラジオ・チャリティー・ミュージックソン スペシャル（◇ラジオ福島 2011年8月13日-14日）
- ラジオ50時間スペシャル ぎふチャンスGO!（ぎふチャン、2011年12月30日-2012年1月1日）
- STVラジオ開局50周年〜北海道のために命がけ〜日高晤郎 挑戦!50時間56分生放送（STVラジオ、2012年12月14日9:00 - 2012年12月16日11:56）
- 年越し新春50時間スペシャル「伝えたい・感謝の心」(ぎふチャン、2012年12月30日-2013年1月1日)
- たけし みゆき 千春も登場! 伝説のパーソナリティが今を語る オールナイトニッポン45時間スペシャル（ニッポン放送 2013年2月22日 - 2月24日）
- ありがとう60年!OBS60時間ラジオ(大分放送、2013年9月21日 - 23日)
- 開局25周年特別番組「EVERYDAY EVERYWHERE J-WAVE」(J-WAVE 2013年10月1日-10月2日)
- 青森放送創立60周年記念 瞬をつないで〜60時間ラジオ(青森放送、2013年10月11日-10月13日)
- InterFM 24 Hour Live Radio (InterFM/InterFM NAGOYA、2014年4月19日-4月20日)[37]
- 山梨放送開局60周年特別企画「ててて!ラララ♪YBS60時間ラジオ」(山梨放送、2014年7月4日-2014年7月6日)
- 首都高×Fヨコ 24時間ラジオ 〜ミスターDJ 栗原治久の挑戦〜(横浜エフエム放送、2014年7月17日-2014年7月18日)
- 琉球放送創立60周年特別企画「60時間ラジオ〜応援18の旅立ち」(RBCiラジオ、2014年12月12日-2014年12月14日)
- HBCラジオスペシャル おいしいラジオ!!(北海道放送、2017年3月25日 - 2017年3月26日)
- FM大阪 開局50周年記念 50時間特別番組「LAUGH & MUSIC RADIO」(エフエム大阪、2020年3月31日 - 2020年4月2日)
- 開局70周年 もっと一緒に!文化放送リスナー大感謝スペシャル「きっかけはラジオ」（文化放送、2022年3月31日 - 2022年4月3日）
- オールナイトニッポン55周年記念 オールナイトニッポン55時間スペシャル（ニッポン放送、2023年2月17日 - 2023年2月20日）

#### テレビ・ラジオ同時
- かたつむり大作戦（◇KBS京都 開始：1976年=ラジオ、1983年=ラジオ・テレビサイマル放送-2005年）
- 被災者の声・いま私たちにできること（◇NHK総合、ラジオ第1、BS2。2004年11月6日-7日に第1回を放送し、その後も11月22日、12月23日にも同様の長時間特番をワイド番組を中心に実施）